# هنريك دم كريستنسن
هنريك دم كريستنسن هو سياسي دنماركي، ولد في 31 يناير 1957 في Vorbasse ‏ في الدنمارك. نشط حزبياً في الحزب الاشتراكي الديمقراطي.

## مناصب
- انتخب عضو فولكتنغ [الإنجليزية]‏ عن دائرة Ribe County constituency  [لغات أخرى]‏ وقد انضم خلال فترته النيابية ‏ للكتلة البرلمانية الحزب الاشتراكي الديمقراطي.
- انتخب عضو فولكتنغ [الإنجليزية]‏ عن دائرة Ribe County constituency  [لغات أخرى]‏ وقد انضم خلال فترته النيابية ‏ للكتلة البرلمانية الحزب الاشتراكي الديمقراطي.
- انتخب عضو فولكتنغ [الإنجليزية]‏ عن دائرة Ribe County constituency  [لغات أخرى]‏ وقد انضم خلال فترته النيابية ‏ للكتلة البرلمانية الحزب الاشتراكي الديمقراطي.
- انتخب عضو فولكتنغ [الإنجليزية]‏ عن دائرة Ribe County constituency  [لغات أخرى]‏ وقد انضم خلال فترته النيابية ‏ ( – 8 يوليو 2004) للكتلة البرلمانية الحزب الاشتراكي الديمقراطي.
- انتخب عضو فولكتنغ [الإنجليزية]‏ عن دائرة East Jutland (Folketing constituency) [الإنجليزية]‏ وقد انضم خلال فترته النيابية ‏ للكتلة البرلمانية الحزب الاشتراكي الديمقراطي.
- انتخب عضو فولكتنغ [الإنجليزية]‏ عن دائرة East Jutland (Folketing constituency) [الإنجليزية]‏ وقد انضم خلال فترته النيابية ‏ للكتلة البرلمانية الحزب الاشتراكي الديمقراطي.
- انتخب عضو فولكتنغ [الإنجليزية]‏ عن دائرة East Jutland (Folketing constituency) [الإنجليزية]‏ وقد انضم خلال فترته النيابية ‏ للكتلة البرلمانية الحزب الاشتراكي الديمقراطي.
- في انتخابات البرلمان الأوروبي 2004، انتخب عضو في البرلمان الأوروبي عن دائرة الدنمارك (دائرة انتخابية للبرلمان الأوروبي) لترشحه ضمن قائمة الحزب الاشتراكي الديمقراطي، وقد انضم خلال فترته النيابية (20 يوليو 2004 – 14 أكتوبر 2006) للكتلة البرلمانية التحالف التقدمي للاشتراكيين والديمقراطيين.
- انتخب عضو فولكتنغ [الإنجليزية]‏ عن دائرة East Jutland (Folketing constituency) [الإنجليزية]‏ وقد انضم خلال فترته النيابية ‏ للكتلة البرلمانية الحزب الاشتراكي الديمقراطي.
- انتخب رئيس المجلس الشمالي [الإنجليزية]‏ (2016 – 31 ديسمبر 2016).
- انتخب رئيس المجلس الشمالي [الإنجليزية]‏ (2011 – 31 ديسمبر 2011).